# Du Haonan
Du Haonan (都浩楠 7 december 1998) is een Chinese langebaanschaatser. Du kende zijn internationale doorbraak in het seizoen 2023-2024. Hij wist zich dat seizoen op 25-jarige leeftijd te plaatsen voor zijn eerste WK sprint en WK afstanden. 

## Records

### Persoonlijke records
| Afstand    | Tijd    | Datum            | Baan           |
| ---------- | ------- | ---------------- | -------------- |
| 500 meter  | 34,59   | 27 januari 2024  | Salt Lake City |
| 1000 meter | 1.08,08 | 28 januari 2024  | Salt Lake City |
| 1500 meter | 1.50,11 | 23 februari 2019 | Calgary        |
| 3000 meter | 4.19,03 | 25 augustus 2018 | Calgary        |
| 5000 meter | 7.03,58 | 9 februari 2019  | Calgary        |

(laatst bijgewerkt: 5 maart 2024)

## Resultaten
| Jaar | WK Sprint                | WK Afstanden           |
| ---- | ------------------------ | ---------------------- |
| 2024 | 18e (11e, 20e, 10e, 22e) | 18e 500m 4e teamsprint |